# فاروق گل (بازیکن فوتبال)
فاروق گل (انگلیسی: Faruk Gül؛ زادهٔ ۱۵ اوت ۱۹۸۸) بازیکن فوتبال اهل ترکیه است.
از باشگاه‌هایی که در آن بازی کرده‌است می‌توان به باشگاه فوتبال هایدنهایم اشاره کرد.